# Kanton Sarreguemines-Campagne
Kanton Sarreguemines-Campagne (fr. Canton de Sarreguemines-Campagne) byl francouzský kanton v departementu Moselle v regionu Lotrinsko. Tvořilo ho 21 obcí. Zrušen byl po reformě kantonů 2014.

## Obce kantonu
- Bliesbruck
- Blies-Ébersing
- Blies-Guersviller
- Frauenberg
- Grosbliederstroff
- Grundviller
- Guebenhouse
- Hambach
- Hundling
- Ippling
- Lixing-lès-Rouhling
- Loupershouse
- Neufgrange
- Rémelfing
- Rouhling
- Sarreinsming
- Wiesviller
- Wittring
- Wœlfling-lès-Sarreguemines
- Woustviller
- Zetting